# 碳酸氯乙叉酯
碳酸氯乙烯酯是一种有机氯化合物，化学式为C3H3ClO3。它可由环氧氯乙烷和二氧化碳在催化下进行环加成反应制得。它和三乙基硅烷在氯化钯催化下脱氯，可以得到碳酸乙烯酯。